# Rígani
Rígani är en ort i Grekland.   Den ligger i prefekturen Nomós Aitolías kai Akarnanías och regionen Västra Grekland, i den centrala delen av landet, 230 km väster om huvudstaden Aten. Rígani ligger 22 meter över havet och antalet invånare är 401.
Terrängen runt Rígani är kuperad västerut, men österut är den platt. Runt Rígani är det ganska tätbefolkat, med 52 invånare per kvadratkilometer. Närmaste större samhälle är Agrínio, 15,5 km öster om Rígani. 